# GP40型柴油机车
GP40型柴油机车是美国通用汽车易安迪公司（GM-EMD）在1965年推出的一款柴油机车，也是易安迪公司第一款采用交—直流电传动的柴油机车车型，主要竞争对象是通用电气的U30B型柴油机车，以及美国机车公司的世纪430型柴油机车。

## 发展历史
在1960年代中期以前，电力传动柴油机车大多采用直流电力传动装置，由柴油机带动直流牵引发电机并向直流牵引电动机供电。1960年代起，柴油机车对于单机功率的要求不断提高，但直流发电机受到整流子换向条件和体积尺寸的限制，使直流牵引发电机的功率很难超过3000马力，因此导致了新一代交—直流电传动装置的诞生。这种传动装置利用交流牵引发电机，通过硅整流装置使交流电变为直流电，然后再向直流牵引电动机供电。1960年，易安迪公司对一台退役的F9A型柴油机车进行改装，将其改造成交—直流电传动装置的技术试验平台。。1964年至1965年，易安迪试制了9台SD40X型柴油机车，作为研发中的SD40型柴油机车之技术试验平台。这批机车采用了SD35型柴油机车的车体底架，装用新一代的易安迪645系列二冲程柴油机，并采用了已经过试验的交—直流电传动装置。
1965年，易安迪公司宣布同时推出9款标准型柴油机车，这一系列的机车实现了高度的标准化，全部采用全新的645系列柴油机，功率等级范围为1000～6000马力，3000马力以上的机车均采用交流牵引发电机，其中GP40型柴油机车就是该系列当中第一款投产的车型。GP40型柴油机车是易安迪公司的标志性产品之一，若将同等级后继产品GP40-2型柴油机车计算在内，从1965年开始生产直到1987年停产历时超逾20年，总产量超过3300台，其中GP40型柴油机车（于1971年停产）超过1200台，而GP40-2型柴油机车亦超过1100台。
易安迪为北美洲的铁路公司制造了总共1,243台GP40型柴油机车，其中美国本土有28家铁路公司订购了1,187台机车，主要用户包括宾州中央运输公司、巴爾的摩與俄亥俄鐵路、伊利诺伊中央铁路、紐約中央鐵路、密尔沃基铁路、切薩皮克與俄亥俄鐵路、丹佛和格兰德河西部铁路、岩岛铁路、伯灵顿铁路、密苏里－堪萨斯－德克萨斯铁路、诺福克和西部铁路、路易斯维尔和纳什维尔铁路、海岸沿海铁路、海岸快线铁路。此外，加拿大国家铁路订购了16台机车，墨西哥国家铁路和奇瓦瓦太平洋铁路亦订购了18台机车。

## 技术特点

### 总体布置
GP40型柴油机车是3000马力的干线货运用四轴柴油机车，采用单司机室、底架承载结构、双侧外走廊的罩式车体，车体上部自前向后由电气室、司机室、动力室、冷却室四部分组成，其中电气室一端称为短罩端，动力室和冷却室一端称为长罩端。机车走行部标准配置为两台布贝格B型二轴转向架，采用导框式轴箱定位、摇动台式摇枕弹簧悬挂、两系弹簧悬挂装置（一系为轴箱螺旋圆弹簧，二系为摇枕钢板弹簧）、心盘牵引装置、双侧闸瓦制动装置。

### 动力装置
与上一代的GP35型柴油机车相比，GP40型柴油机车在动力传动和控制系统都有较大的变化。动力装置为一台3000马力的16-645E3型柴油机，这是一款16气缸、二冲程、水冷式、涡轮增压的V型柴油机，气缸直径为9-1/16英寸（230.2毫米），活塞行程为10英寸（254毫米），额定最高转速为每分钟900转；为了满足气缸排量增大所需的辅助空气，加大了涡轮增压器的叶轮尺寸，并改变了压气机的叶片角度和喷嘴面积；压缩比与采用涡轮增压的567D3A型柴油机相同（14.5：1），以降低燃料消耗率。

### 传动系统
GP40型柴油机车是易安迪第一款采用交—直流电传动的量产车型，标志着电力传动柴油机车进入第二代的发展阶段。柴油机输出轴通过联轴器驱动一台AR10型交流发电机，发出的交流电通过大功率硅整流装置转换为直流电，然后供给四台D77型直流牵引电动机。AR10型交流发电机为十极三相同步发电机，额定电压为600伏特，定子及转子绕组采用H级和F级硅胶绝缘材料。D77型牵引电动机为六极直流串励电动机，额定电流为1050安培，额定功率为536千瓦，这也是第一款采用杜邦卡普顿聚酰亚胺薄膜作为绝缘材料的牵引电动机。机车设有恒功率励磁调节系统，采用一个可变电阻的负荷调整器，使发电机励磁电流随着负载自动调节，保证牵引发电机随时保持恒功率运转，并且达到充分利用柴油机功率的目的。

## 衍生车型

### GP40TC

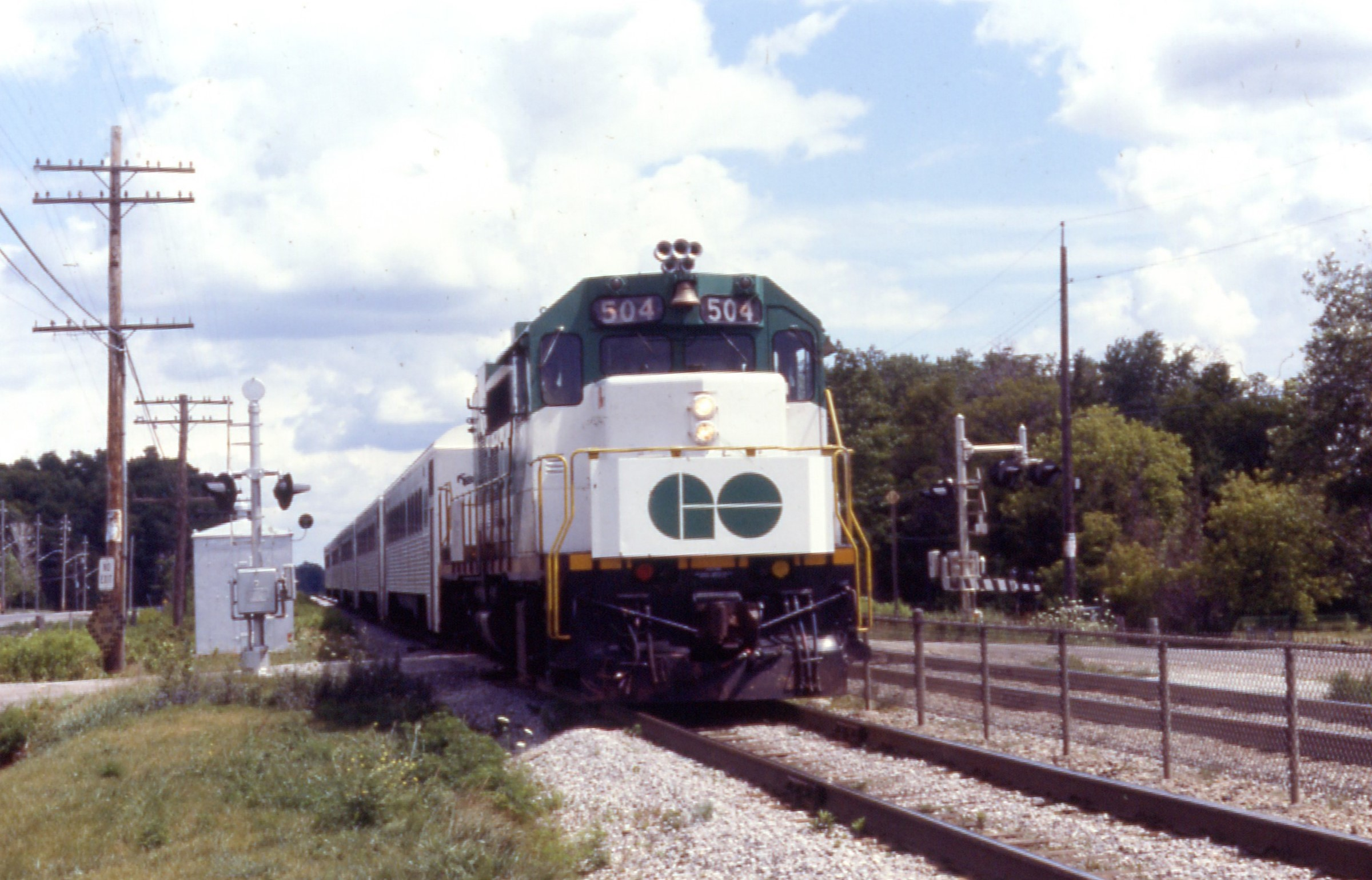
GO运输的GP40TC型柴油机车牵引霍克西德利RTC-85SP/D型柴油动车组（1977年）

1966年至1968年，易安迪公司旗下位于加拿大的通用汽车柴油机公司（GMD），为安大略省多伦多GO运输（GO Transit）设计制造了8台GP40TC型柴油机车，型号中的“TC”代表“Toronto Commuter”（多伦多通勤铁路）。这是在GP40型柴油机车基础上，改用SD35型柴油机车的车体底架，将车体长度延长至62英尺8英寸，额外的空间用作设置为旅客列车供电的辅助发电机。随着GO运输于1980年代引进了GP40-2W、F59PH型柴油机车，GO运输于1988年将所有GP40TC型柴油机车转售给美铁（Amtrak），并将这批机车配属于芝加哥用于短途列车。2004年至2005年间，诺福克南方铁路阿尔图纳工厂为其进行了翻新改造工程，目的是使其达到美国环保局0级（EPA Tier 0）排放标准，改装内容包括以机械增压器（罗茨鼓风机）取代涡轮增压器，柴油机额定功率下降至2000马力，并对列车供电系统进行了升级。这批机车完成改造后被更名为GP38H-3型柴油机车，被用于牵引工务列车及作为唐伊斯特号列车的备用机车。

### GP40P
1968年，新泽西州运输部出资为新泽西中央铁路订购了13台GP40P型柴油机车，并投入到瑞谷线和北泽西海岸线牵引通勤列车。该型机车是在GP40型柴油机车基础上，改用SD35型柴油机车的车体底架，将车体长度延长至62英尺8英寸，额外的空间用作设置为旅客列车供暖的蒸汽锅炉。1976年，新泽西中央铁路宣告破产并由新泽西州运输部接管，而州运输部则将客运业务外包给联合铁路（Conrail）经营。联合铁路一直使用GP40P型柴油机车担当通勤列车的牵引任务直至1982年底。1983年起，新成立的新泽西公共交通公司（NJ Transit）接管了联合铁路的客运业务，随后新泽西公共交通公司对所有GP40P型柴油机车进行了改造，拆除机车上的蒸汽锅炉，代之以列车供电之辅助发电机，并改称为GP40PH型柴油机车。1991年至1992年间，新泽西公共交通公司再次对GP40PH型柴油机车改造以延长其使用寿命，完成改造后改称为GP40PH-2型柴油机车。

### GP40FH-2

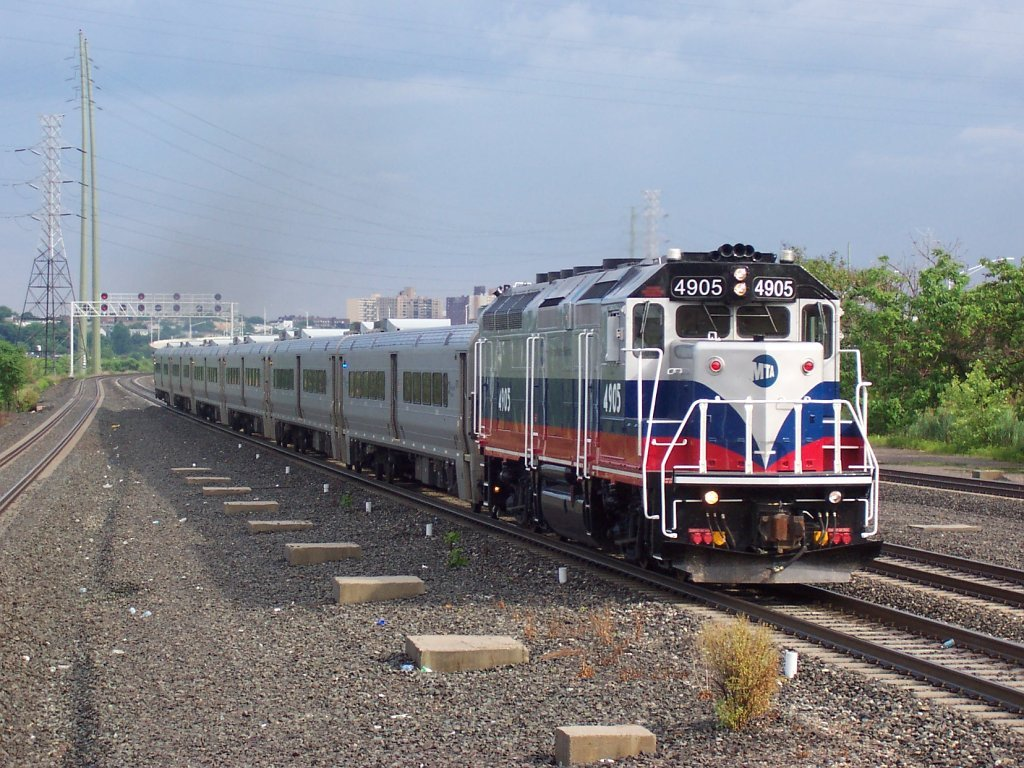
新泽西公共交通公司的GP40FH-2型柴油机车牵引通勤列车

1987年，新泽西公共交通公司与大都會北方鐵路（Metro-North）分别向摩利逊·克努森公司订购了GP40FH-2型柴油机车。该型机车是重新利用已退役GP40型柴油机车的动力传动系统、车体底架、司机室，搭配原伯灵顿北方铁路已退役F45型柴油机车的非承载式棚式车体而构成的翻新车型，车上设有为旅客列车供暖用的蒸汽锅炉。摩利逊·克努森公司共改造了21台GP40FH-2型柴油机车，其中15台机车交付新泽西公共交通公司，其余6台机车则交付大都會北方鐵路。
2003年起，随着新泽西公共交通公司引进了PL42AC型柴油机车，GP40FH-2型柴油机车亦开始相继退役或转售其他铁路公司，其中五台机车于2008年由牵引动力工业公司（MPI）改造成MP20型调车机车，七台机车被转售予艾奥瓦太平洋控股。2007年，大都會北方鐵路对其拥有的GP40FH-2型柴油机车进行改造，现代化改造工程由牵引动力工业公司负责进行，完成改造后的机车改称为GP40FH-2M型柴油机车。

### GP40PH-2

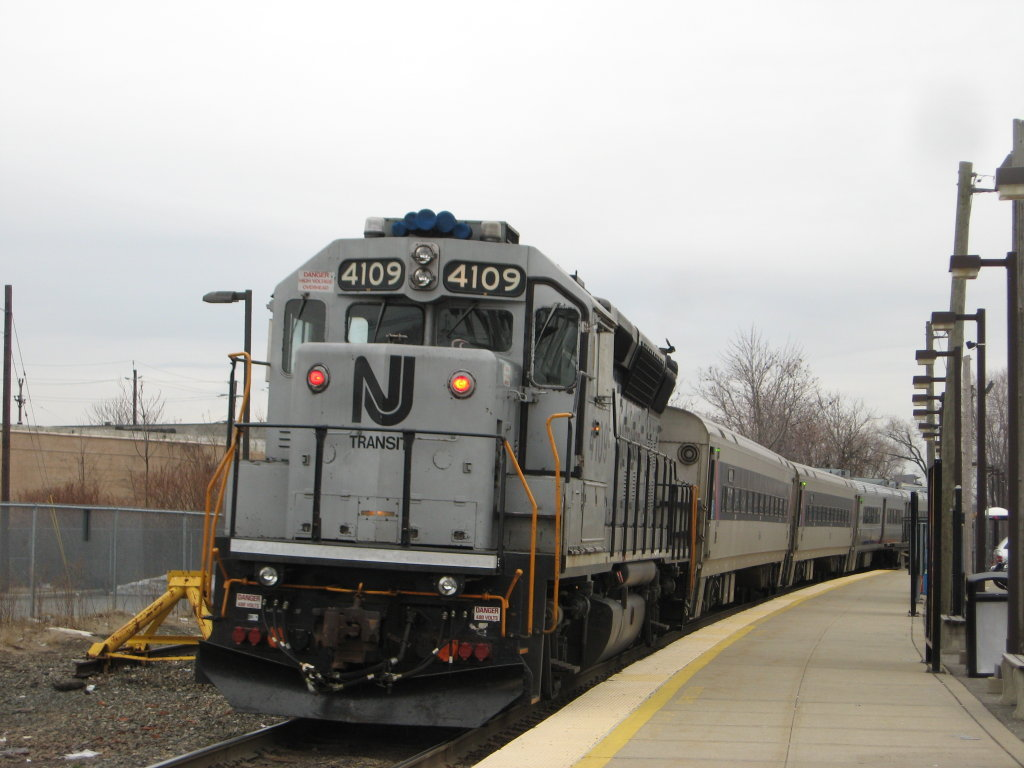
新泽西公共交通公司的GP40PH-2型柴油机车牵引通勤列车

1991年至1992年间，新泽西公共交通公司对既有的GP40PH型柴油机车进行现代化改造以延长其使用寿命，完成改造后的车辆改称为GP40PH-2型柴油机车。1993年至1994年，新泽西公共交通公司分别向两家公司订购了共25台客运柴油机车，这两批机车都是以退役的GP40型货运机车为基础，进行了翻新和加装列车供电系统的改造，划归入GP40PH-2型柴油机车序列，其中向摩利逊·克努森公司订购的6台机车，被称之为GP40PH-2A型柴油机车；而向联合铁路购置的19台机车（原属宾州中央运输公司），则被定型为GP40PH-2B型柴油机车。
除此之外，大都會北方鐵路亦于1992年向联合铁路订购了一台客运机车，并由联合铁路为其进行列车供电系统的改造，称之为GP40PH-2M型柴油机车。

### GP39H-2

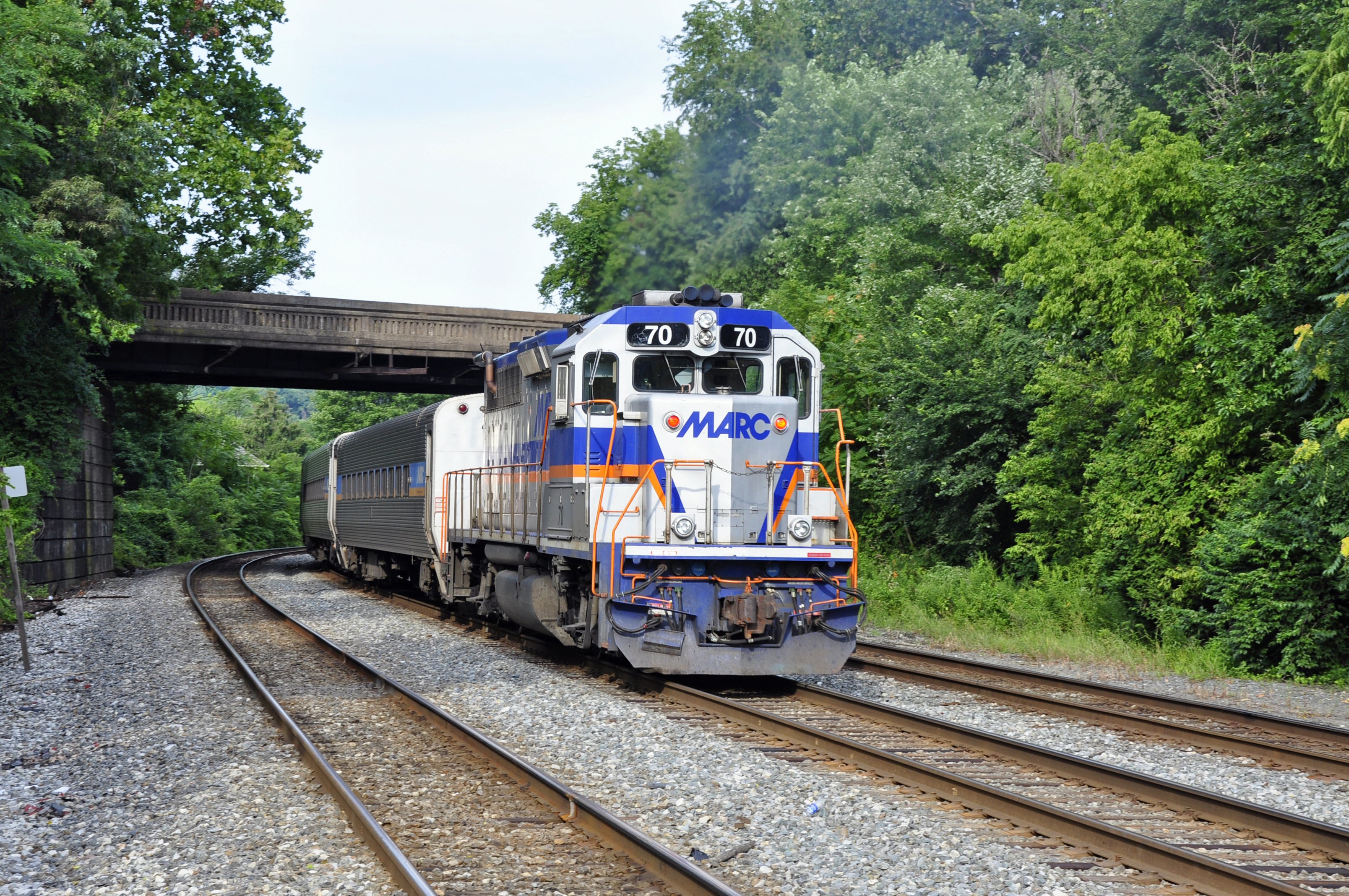
馬里蘭區域通勤鐵路使用的GP39H-2型柴油机车

1987年至1989年间，马里兰州运输部（MDOT）向摩利逊·克努森公司订购了六台GP39H-2型客运柴油机车，并投入到馬里蘭區域通勤鐵路（MARC）运用。GP39H-2型柴油机车是以退役的GP40型柴油机车为基础，换装2,300马力的12-645E3型柴油机，取代了原本的3,000马力16-645E3型柴油机。由于12气缸柴油机的尺寸长度较小，腾出的空间用以加装为列车供电的康明斯辅助柴油发电机组。

### GP40WH-2

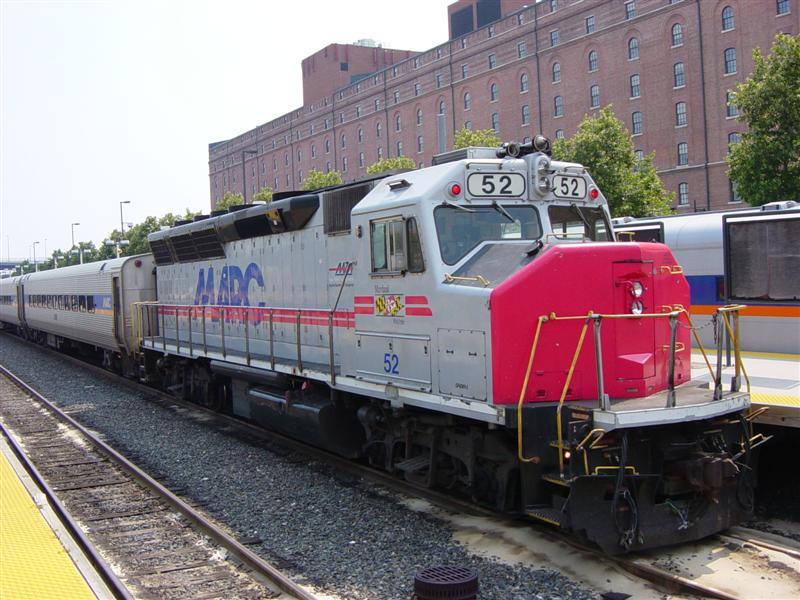
馬里蘭區域通勤鐵路使用的GP40WH-2型柴油机车

1991年至1994年间，马里兰州运输部再次向摩利逊·克努森公司订购客运柴油机车，这次订购的是19台GP40WH-2型柴油机车，供馬里蘭區域通勤鐵路使用。GP40WH-2型柴油机车是以从CSX运输和堪萨斯城南方铁路退役的GP40型柴油机车为基础，动力装置和传动系统均保持不变，但换装了SD45型柴油机车的散热器，以及F45型柴油机车的司机室，并加装为列车供电的康明斯辅助柴油发电机组。